# Buchlovická dohoda
Buchlovická dohoda (nesprávně Buchlovská) byla ústní dohoda v rámci jednání mezi rakousko-uherským ministrem zahraničí Aloisem Aehrenthalem a jeho ruským protějškem Alexandrem Izvolským. Schůzka se konala 15.–16. září 1908 na zámku v Buchlovicích na pozvání Leopolda Berchtolda.
Rakousko projevilo souhlas s ruským záměrem změnit režim Úžin (Bosporu a Dardanely) tak, aby mohly být otevřeny pro ruské válečné loďstvo. Výměnou za tento souhlas mělo Rusko přislíbit zdržení se jakékoli akce ve věci rakouské anexe Bosny a Hercegoviny. Ministr Izvolskij tuto ústní dohodu chápal tak, že Rakousko počká s anexí, až do chvíle, kdy se Petrohradu podaří obdržet souhlasné stanovisko ostatních velmocí ve věci svého plánu v Úžinách. To se však nestalo a Rakousko vyhlásilo anexi již 6. října 1908, což okamžitě nastolilo tzv. Bosenskou krizi.